# Lukács Andor
Lukács Andor (1981. augusztus 29. –) erdélyi magyar matematikus, egyetemi oktató.

## Életpályája
2003-ban matematika szakot végzett a kolozsvári Babeș–Bolyai Tudományegyetemen, ugyanott 2004-ben elvégezte az algebra és geometria mesterszakot és Utrechtben a nemkommutatív geometria mesterszakot. 2011–2012-ben matematikusként dolgozott az Uniqa-Raiffeisen Software Service kolozsvári kirendeltségénél, majd 2011 és 2013 között posztdoktori kutató a kolozsvári Babeș-Bolyai Tudományegyetemen, ahol 2012-től társult oktató, majd 2014-től tanársegéd a Magyar Matematika és Informatika Intézetben. 2010-ben doktorált az utrechti egyetemen Cyclic operands, dendroidal structures, higher categories című tézisével.

## Munkássága
Szakterület: Algebrai topológia, Kategóriaelmélet, Operádok, Dendroidális halmazok

### Könyvei
- Cyclic operads, dendroidal structures, higher categories, Ph.D. Thesis, Ed. Ridderprint BV, Utrecht

University, Utrecht, 2010.
- Bege Antal, Demeter Albert, Lukács Andor: Számelméleti feladatgyűjtemény, Scientia Kiadó, Kolozsvár, 2002.

### Válogatott cikkei
- On operads in terms of finite pointed sets, Studia Univ. Babe¸s-Bolyai Math. 58(4),

pp 511–521, 2013.
- Dold-Kan correspondence for dendroidal abelian groups, with I. Weiss and J.J. Guti´errez, Journal of

Pure and Applied Algebra 215(7), pp 1669–1687, 2011.
- Convex n-Gons: 10936, with Sz. Andr´as and N.D. Cahill, The American Mathematical Monthly

110(6), pp 545–546, 2003.